# Vojka nad Dunajom
Vojka nad Dunajom este o comună slovacă, aflată în districtul Dunajská Streda din regiunea Trnava. Localitatea se află la altitudinea de 123 m deasupra n.m., se întinde pe o suprafață de 8,21 km2 și în 2017 număra 475 de locuitori.

## Istoric
Localitatea Vojka nad Dunajom este atestată documentar din 1186.

## Demografie
| An:                | 1994 | 2004    | 2014   | 2024   |
| ------------------ | ---- | ------- | ------ | ------ |
| Număr de persoane: | 471  | 421     | 453    | 446    |
| Diferență:         |      | −10,61% | +7,60% | −1,54% |

| An:                | 2023 | 2024   |
| ------------------ | ---- | ------ |
| Număr de persoane: | 441  | 446    |
| Diferență:         |      | +1,13% |